# Постельс, Александр Филиппович
Александр Филиппович Постельс (нем. Alexander Johann Gustav Postels; 24 августа [5 сентября] 1801, Дерпт, Лифляндская губерния — 28 июня [10 июля] 1871, Выборг) — российский минералог, естествоиспытатель, путешественник, почётный член Петербургской академии наук, участник кругосветного плавания Ф. П. Литке, исследователь Камчатки.

## Биография
Родился 24 августа (5 сентября) 1801 года в семье пастора в Дерпте. В 1816 году поступил учиться в Главный педагогический институт, который в 1819 году был преобразован в университет, но до 1824 года действовал по уставу Главного педагогического института, пока в нём не был введён устав Московского университета. В феврале 1823 года он окончил курс по физико-математическому факультету со степенью кандидата и серебряной медалью и был оставлен при университете в должности магистра по минералогии и геогнозии.
В 1826 году начал читать в университете курс неорганической химии, но в августе того же года отправился на военном шлюпе «Сенявин» под командованием Ф. П. Литке в качестве минералога и рисовальщика в кругосветное путешествие, из которого вернулся в 1829 году с большим запасом естественно-исторических материалов, обработке которых посвятил ряд последующих лет. А. Ф. Постельс стал первым учёным Санкт-Петербургского университета, принявшим участие в научной экспедиции, результатом которой стали обширные коллекции животных, насекомых, птиц, гербарии, собрание горных пород и минералов. Все коллекции были снабжены альбомами зарисовок. За опубликованные труды Постельс был удостоен полной Демидовской премии от Академии наук, а также получил орден Св. Владимира 4-й степени.
С 1830 года А. Ф. Постельс был помощником проф. Соколова в преподавании минералогии; 6 мая 1831 года получил звание адъюнкт-профессора по кафедре минералогии и геогнозии Санкт-Петербургского университета и одновременно был приглашен в Академию наук на должность хранителя Минералогического музея (которым оставался до конца 1837 года); позднее также был назначен хранителем Этнографического кабинета. В феврале 1833 года стал адъюнктом по минералогии при Главном педагогическом институте. Он был также приглашён преподавать минералогию в Практический технологический институт.
С 1 января 1835 по 11 января 1837 года он был инспектором частных пансионов и школ Санкт-Петербурга. В 1835 году преподавал минералогию в Петербургском технологическом институте.
В январе 1836 года из-за упразднения в университете должности адъюнкт-профессора по минералогии А. Ф. Постельс стал преподавателем естественных наук в Училище правоведения, а также экстраординарным профессором минералогии Главного педагогического института (с 31.08.1839 — ординарный профессор).
В 1837 году он был назначен директором 2-й Санкт-Петербургской гимназии. Приняв гимназию в запущенном виде, он взялся за приведение её в должный порядок, быстро провёл перестройку гимназического здания, устранил прежнюю тесноту и другие неудобства помещения, улучшил содержание пансионеров, исходатайствовал разделение трёх переполненных учениками низших классов на параллельные отделения, отыскав нужные для этого средства, и за два года вывёл гимназию на новый уровень; по словам одного из воспитанников гимназии того времени, «со вступлением Постельса начались в гимназии существенные преобразования, обращено внимание как на преподавание учителей, так и на занятия учеников, учреждено дежурство гувернеров, обращено внимание на изучение новых языков, поднялся нравственный уровень».
Также преподавал естественные науки великим княжнам Марии и Екатерине и руководил воспитанием и образованием детей принца Ольденбургского и в 1845 году был награждён орденом Святого Владимира 3-й степени. Преподавал также в Реформатском училище[когда?].
Действительный член Русского географического общества с 19 сентября (1 октября) 1845 года.
По выслуге 25 лет, 25 февраля 1848 года А. Ф. Постельс был уволен с должности профессора Педагогического института; 7 декабря 1849 года был произведён в действительные статские советники. В 1850 году он был назначен членом Комитета по рассмотрению учебных руководств, в 1855 году — членом комиссии для обозрения морских учебных заведений, а 7 февраля 1856 года — членом Главного правления училищ, с увольнением от должности директора 2-й Санкт-Петербургской гимназии.
В 1862 году состоял членом Комитета для составления проекта нового образования морских учебных заведений и 17 апреля был произведён в тайные советники. При упразднении Главного правления училищ, 1 июля 1863 года он был назначен членом Совета Министра народного просвещения. В 1866 году избран почётным членом Академии наук.
Скончался 28 июня (10 июля) 1871 года в Выборге; похоронен на петербургском Смоленском лютеранском кладбище.
Сын — Фёдор Александрович Постельс, педагог. Внук — Фёдор Фёдорович Постельс, архитектор.
В честь А. Ф. Постельса названы:
- гора Постельса (Берингово море, пролив Сенявина, гора нанесена на карту экипажем шлюпа «Сенявин» под командованием Ф. П. Литке в 1828 году)[5];
- мыс Постельса (Берингово море, пролив Сенявина, нанесен на карту экипажем шлюпа «Сенявин» в 1828 году, тогда же присвоено название мысу)[5];
- остров Постельса (Берингово море, Чукотский полуостров, обследован в 1828 году экипажем шлюпа «Сенявин»)[5].

## Труды
- «Bemerkungen über die Vulkane der Halbinsel Kamtchatka», в «Мемуарах Академии наук» (Т. II, 1833),
- «Геогностические замечания», в «Путешествие вокруг Света, совершенное по повелению Государя Императора Николая I, на военном шлюпе Сенявине в 1826, 1827, 1828 и 1829 годах, флота капитаном Федором Литке» (Ч. III. — СПб., 1836).
- Путешествие вокруг света, совершенное по повелению государя императора Николая I на военном шлюпе Сенявине в 1826, 1827, 1828 и 1829 годах флота капитаном Федором Литке: Отд-ние ист.: С атласом, литогр. с оригинал. рис. господ А. Постельса и бар. Китлица. Ч. 1-3 // [Предисл.: А. Постельс]. — СПб.
- «Voyage autour du monde, executé par ordre de sa Majesté l’empereur Nicolas I sur la corvette „Le Seniavine“ dans les années 1826, 1827, 1828 et 1829, par Fréderic Lütke. T. III-me, contenant les travaux de mm. les naturalistes, rédigé par Alex. Postels» (Париж, 1836, с атласом рисунков).
- Вместе с Фр. Рупрехтом: «Illustrationes algarum in itinere circa orbem, jussu Imperatoris Nicolai I atque auspiciis nanarchi Friderici Lütke annis 1826, 1827, 1828 et 1829 in celoce Seniavin execute in oceano Pacifico, imprimis septemtrionali ad littora Rossica asiatico-americana, collectarum» (СПб., 1840, с 40 таблицами большого формата).
- Зоология с атласом из 52 листов, составленная А. Постельсом, В. Далем и А. Сапожниковым Зоология с атласом из пятидесяти двух листов, составленная А. Постельсом, В. Далем и А. Сапожниковым. — СПб.: тип. Э. Праца, 1847.
  - Зоология с атласом из 52 листов, составленная А. Постельсом и А. Сапожниковым. — 2-е изд. — СПб.: тип. Штаба воен.-учеб. заведений, 1852.